# Synchiropus delandi
Synchiropus delandi là một loài cá biển thuộc chi Cá đàn lia gai (Synchiropus) trong họ Cá đàn lia. Loài này được mô tả lần đầu tiên vào năm 1943.

## Phân bố và môi trường sống
S. delandi có phạm vi phân bố ở Tây Thái Bình Dương. Loài này được tìm thấy tại Philippines và Indonesia. S. delandi sống ở độ sâu đến khoảng 476 m.